# 조신 (조선)
조신(曺伸: 1454년~1529년)은 조선의 역관, 문인이다. 자는 숙분, 호는 적암, 본관은 창녕이다.
시와 어학에 능하여 사역원경에 특선되었다. 명나라의 연경에 7회나 왕래하였으며, 신숙주를 따라갔던 것을 비롯하여 일본에도 3회 왕래하였다. 중종 때 김안국과 더불어 《이륜행실도》를 지었는데, 국민 교화의 좋은 자료가 되었다. 만년에는 금산에서 은거하였다.
저서로 《적암시고》 와 《소문쇄록》 등이 있다.